# سعدان راهب غابوني
السعدان الراهب الغابوني (الاسم العلمي: Miopithecus ogouensis) (بالإنجليزية: Gabon talapoin)‏ هو نوع من الحيوانات يتبع جنس الهجرس الراهب من فصيلة سعادين العالم القديم.